# Sarcive
La sarcive est un mets de la cuisine de l'île de La Réunion à base de viande de porc ou de poulet et de miel. Son origine est le char siu chinois.
La sarcive est généralement consommée comme apéritif ou coupe-faim à l'aide d'un cure-dent qui sert à piquer les petits morceaux, qui se présentent généralement en lambeaux de quelques centimètres dans une barquette en plastique.